# Saint-Nicolas-du-Bosc
Saint-Nicolas-du-Bosc település Franciaországban, Eure megyében. Lakosainak száma 301 fő (2018. január 1.).

## Népesség
A település népessége az elmúlt években az alábbi módon változott:
| Lakosok száma | 139  | 136  | 204  | 263  | 251  | 273  | 272  | 278  | 306  | 301  |
|               | 1962 | 1968 | 1982 | 1990 | 1999 | 2008 | 2011 | 2013 | 2017 | 2018 |